# Naval
Naval é um município da Espanha na província de Huesca, comunidade autónoma de Aragão, de área 47,44 km² com população de 288 habitantes (2007) e densidade populacional de 6,24 hab/km².
Desde o século XI, os habitantes de Naval dirigem-se a Torreciudad para pedir favores, dar graças ou, simplesmente, manifestar o seu amor à  Virgem de Torreciudad.
Naval é uma povoação em que se destaca a igreja paroquial de La Asunción, de estilo gótico-renascentista do século XVI, declarado Conjunto Histórico Nacional. O conjunto de casas é dos melhores conservados do Somontano. É famosa pelo seu artesanato e pelas suas salinas. Existe um caminho marcado para aceder ao salinar de la Rolda, donde há um espaço com painéis interpretativos onde se explica como viviam os navaleses da exploração deste produto. 

## Demografia
| Variação demográfica do município entre 1991 e 2004 | Variação demográfica do município entre 1991 e 2004 | Variação demográfica do município entre 1991 e 2004 | Variação demográfica do município entre 1991 e 2004 |
| --------------------------------------------------- | --------------------------------------------------- | --------------------------------------------------- | --------------------------------------------------- |
| 1991                                                | 1996                                                | 2001                                                | 2004                                                |
| 303                                                 | 301                                                 | 314                                                 | 296                                                 |